# Szentpéterfa
Szentpéterfa è un comune dell'Ungheria di 1.093 abitanti (dati 2001). È situato nella contea di Vas.